# Colegiada de Santa Maria do Campo
A Real Colegiada de Santa Maria do Campo (em galego:  Real Colexiata de Santa María do Campo, em castelhano:  Colegiata de Santa María del Campo) é um templo católico situado na Corunha. Também era conhecida com os apelativos do Mar e do Portal. Foi declarada Bem de Interesse Cultural a 3 de junho de 1931.

## História
Há registos da existência de um templo românico em 1208, que fora dedicado à Assunção de Maria. Deste edifício conserva-se apenas a capela-mor. Segundo as inscrições conservadas, o atual edifício da igreja foi construído no final do século XIII e início do século XIV, tendo constituído-se em paróquia em 1302. É denominada "do Campo", porque primitivamente situava-se fora dos muros da cidade. Foi durante muito tempo a igreja dos grémios, mar e comércio.
Em 1441 o arcebispo de Santiago Lope de Mendoza ergueu a igreja como colegiada, tendo passado o reitor e os capelães para constituir um cabido colegial formado por um prior e quatro cónegos em 1476. A 24 de março de 1494 o papa Alexandre VI atribuiu-lhe o título de abadia através de uma bula pontifícia.
No século XVI foram construídas a capela da Estrela e a capela do Portal e no século XVIII a de São José. As obras de ampliação do templo foram iniciadas no final daquele século, com a construção da sacristia pelo mestre de cantaria José Elenalde em 1796. O batistério foi finalizado em 1812.
Em 1879 o cabido encarregou a restauração da fachada ao arquiteto Juan de Ciórraga. No mesmo ano foram demolidas as capelas da Estrela e do Portal, e também da soleira e das dependências capitulares. As obras, paralisadas em 1890 por falta de fundos, foram concluídas em 1899, e incorporaram a fachada nova à original. No entanto, o pórtico que Ciórraga também projetou não chegou a ser construído.